# Cochlidiosperma
Cochlidiosperma es un género con ocho especies de plantas de flores perteneciente a la familia Scrophulariaceae. 

## Especies seleccionadas
- Cochlidiosperma lycica
- Cochlidiosperma panormitana
- Cochlidiosperma sibthorpioides
- Cochlidiosperma stamatiadae
- Cochlidiosperma stewartii
- Cochlidiosperma sublobata
- Cochlidiosperma trichadena
- Cochlidiosperma triloba

- Datos: Q8347395